# Žalm 51

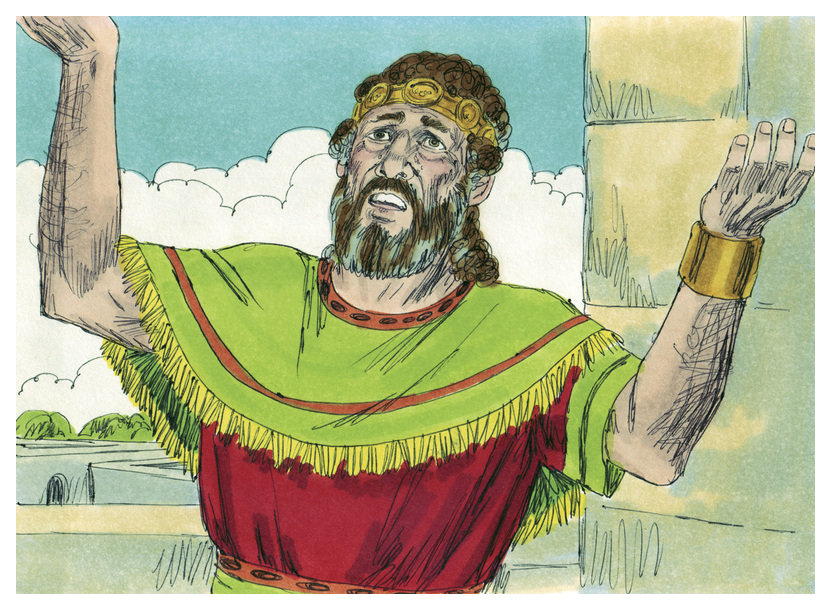
Kající král David zpívá 51. žalm

Žalm 51 ("Smiluj se nade mnou, Bože", podle řeckého číslování 50) je jedním z textů z biblické knihy žalmů. Patří k tzv. kajícným žalmům, je připisován králi Davidovi. Jeho nadpis ("Pro předního zpěváka. Žalm Davidův, když k němu přišel prorok Nátan, protože vešel k Bat-šebě.") odkazuje na biblický příběh o ženě jménem Bat-šeba, jejíhož manžela David nechal poslat na téměř jistou smrt v boji poté, co ji svedl (2 Sam 11,13-17). Když mu to později vyčetl prorok Nátan, David pochopil hříšnost svého činu a jako pokání se modlil právě tento žalm.

## Charakteristika
Obsahem žalmu je tedy uznání vlastní hříšnosti a prosba o Boží milosrdenství a očištění. Žalm je v římskokatolické církvi znám také podle latinského incipitu Miserere mei, Deus, nebo častěji Miserere. Je velmi často zhudebňován, většinou právě na latinský text. Liturgicky užívány jsou z něho i jednotlivé úryvky (v židovské liturgii např. sedmnáctý verš jako úvod k modlitbě amida, v římskokatolické liturgii devátý verš ve chvíli, kdy kněz před mší žehná věřícím svěcenou vodou). Celek je v římskokatolické církvi často předepisován jako kajícná modlitba, je také součástí liturgie hodin. V pravoslaví je to jedna z ústředních modliteb například u tajiny (svátosti) pokání, je ale velmi častá i v jiných liturgických úkonech a jako denní modlitba. Spis Šimuš Tehilim („Užití Žalmů“), jehož autorem je zřejmě židovský učenec Chaj Ga'on (939–1038), uvádí, že recitace 51. žalmu je nápomocná tomu, kdo zhřešil a pocítil potřebu, aby byl od spáchaného hříchu očištěn.

## Text žalmu
Smiluj se nade mnou, Bože, pro své milosrdenství,
pro své velké slitování zahlaď mou nepravost.
Smyj ze mě úplně mou vinu
a očisť mě od mého hříchu.
Neboť já svou nepravost uznávám,
můj hřích je stále přede mnou.
Jen proti tobě jsem se prohřešil,
spáchal jsem, co je před tebou zlé,
takže se ukáže, jak je tvůj rozsudek spravedlivý,
že jsi bez úhony ve svém soudu.
Hle, s vinou jsem se narodil
a v hříchu mě počala má matka.
Hle, líbí se ti upřímné srdce,
ve skrytu mě učíš moudrosti!
Pokrop mě yzopem a budu čistý,
umyj mě a budu bělejší než sníh.
Popřej mi slyšet hlas veselí a radosti,
ať zajásají kosti, které jsi zdrtil.
Odvrať svou tvář od mých hříchů
a zahlaď všechny mé viny.
Stvoř mi čisté srdce, Bože!
Obnov ve mně ducha vytrvalosti.
Neodvrhuj mě od své tváře
a neodnímej mi svého svatého ducha.
Vrať mi radost ze své ochrany
a posilni mou velkodušnost.
Bezbožné budu učit tvým cestám
a hříšníci se budou obracet k tobě.
Zbav mě, Bože, trestu za prolitou krev,
Bože, můj spasiteli,
ať zajásá můj jazyk nad tvou spravedlností.
Otevři mé rty, Pane,
aby má ústa zvěstovala tvou chválu.
Vždyť nemáš zálibu v oběti,
kdybych věnoval žertvu, nebyla by ti milá.
Mou obětí, Bože, je zkroušený duch,
zkroušeným a pokorným srdcem, Bože, nepohrdneš.
Pane, obšťastni Sión svou přízní,
znovu zbuduj hradby Jeruzaléma.
Pak opět najdeš zalíbení v zákonitých obětech,
v celopalech i žertvách,
na oltář ti budou klást býčky.